# 陳彧徵
陳彧徵（Luno Chun，1993年3月8日—），藝名蕭邦，是台灣Channel V節目《模范棒棒堂》的第二屆第一代成員（底迪），以精通多種樂器著稱，並曾在第二屆節目的第一次淘汰賽中取得第三名。為第二屆《模范棒棒堂》的「音樂歌唱才能」主要代表之一，也曾奪第二屆第一次歌王冠軍。
精通很多樂器是蕭邦的個人特色之一，在徵選會他以自彈自唱結他以及電子琴（Keyboard）入選《模范棒棒堂》；另一特色是他在《模范棒棒堂》開播至今年紀最輕但身高最高的成員，堂主常指他「擁有大人的外表但有顆小孩子的心」。也可能是因為這「小孩子的心」的關係，他在第二屆節目的第一次淘汰賽（2008年10月23日節目）中以精湛的大提琴演奏技巧及以真誠的心去表演，勇奪第三名，資深歌手兼該次淘汰賽評審林志炫更表示：「就是因為他只有十五歲的年紀，就有一顆真心，來表演，這是其他成員應該向他學習的地方，縱使他沒有ABC的好歌喉。如果他一直保持這個表現，我會為他而看棒棒堂。」可見蕭邦對表演的真誠、執著和他的表現都打動了評審。
蕭邦十六歲時參加了中視主辦的歌唱選秀節目第五屆《超級星光大道》，不過在第7集淘汰，名次為前三十二強。
目前在台中酒吧駐唱。

## 樂器演奏
蕭邦能精通多種樂器，可能因為他本身有天分，但他本人說最重要的是媽媽對他從小的栽培。
他能演奏的樂器包括：
- 鋼琴（平台式鋼琴、直立式鋼琴、Keyboard、電子琴）
- 低音提琴（曾得全台中第一、全台灣第二的榮譽）
- 爵士鼓
- 吉他（電吉他、木吉他）
- 電貝斯

## 參與節目
- Channel V（台灣）
  - 第二屆《模范棒棒堂》（2008年9月1日－2009年2月27日）底迪（節目成員）
- 中視（台灣）

### 第五屆《超級星光大道》參賽成績
| 集數                                     | 首播日期   | 比賽主題                | 演唱曲目             | 原唱   | 詞曲                        | 分數            | 結果 | 備註                                     |
| 2                                        | 2009/04/10 | 起點續章 百人初選（下） | 《愛你的只有一個我》 | 庾澄慶 | 詞：陳雲山 曲：Nurit Hirsch | 2個╳牌          | 過關 | 三個╳牌失敗，五個╳牌淘汰                 |
| 3                                        | 2009/04/17 | 逆境 三汰一抗壓賽       | 《沙灘》             | 陶喆   | 詞：娃娃 曲：陶喆           | 0票             | 失敗 | 與楊駿文&方平同組PK 獲得評審免死金牌救回 |
| 5                                        | 2009/05/01 | 事實 人氣考驗賽         | 《3-7-20-1》         | 曹格   | 詞：鄔裕康 曲：曹格         | 1顆金球+6顆金球 | 過關 | 外+260位學生人氣評審投票數               |
| 7                                        | 2009/05/15 | 潛質 明星潛質評斷賽     | 《我真的受傷了》     | 張學友 | 詞/曲：王菀之               | 8分+20分        | 失敗 | 外+70位媒體人專業評審投票數              |
| 淘汰，第五屆《超級星光大道》前32強確定 ' |            |                         |                      |        |                             |                 |      |                                          |

## 外部連結
- 陳彧徵的Facebook專頁